# 에드문도 수아레스
수아레스 트라방코(스페인어: Edmundo Suárez Trabanco; 1916년 1월 22일, 바스크 주 바라칼도 ~ 1978년 12월 14일, 발렌시아 주 발렌시아)는 스페인의 전 축구 선수이자 감독으로, 흔히 문도(스페인어: Mundo)로 줄여서 알려져 있다. 그는 바라칼도 출신이다. 그는 현역 생활 대부분을 스페인의 발렌시아에서 중앙 공격수로 활약했는데, 알코야노에서 잠깐 말년을 보내고 현역에서 은퇴하였다.

## 클럽 경력
문도 수아레스는 발렌시아 지지자들 사이에서 신적인 존재로 추앙받는데, 그는 구단 역사상 역대 최다 리그골 기록을 지니고 있기 때문이다. 현역 시절, 그는 두 차례 스페인 리그 득점왕에 올랐다. 그는 스페인 리그 역사상 최다 득점 10위에 이름을 올리고 있고, 코파 델 레이 역대 최다 득점 5위에 이름을 올리고 있다.
그는 강인한 육체적 힘을 앞세워 1940년대 스페인 축구계를 지배했다. 에피, 아마데오, 아센시, 그리고 고로스티사와 더불어, 그는 발렌시아가 막강한 공격진을 과시하였고, 소속 구단을 리그 우승 경쟁 구도에 뛰어들게 도왔다.
수아레스는 고향 바스크 주 다수 아마추어 리그 구단에서 활약했는데, 스페인 내전이 끝나면서 대격변을 맞딱뜨렸다. 그는 아틀레틱 빌바오와 계약되어 있었으나, 공화파 진영에서 이루어진 계약이었기에 친프랑코 정권이 내전 후에 힘을 유지하면서 고스란히 집권한 후에 계약이 백지화되었다. 1939년, 동부 지역의 전선에 참전한 여러 선수를 주축으로, 친프랑코파 군인들은 "레반테의 재건"이라는 명칭으로 구단을 창설했다. 이 선수단은 스페인 내전 후 발렌시아의 눈에 들어왔다. "레반테의 재건" 활동을 인지한 발렌시아는 기회를 놓치지 않고 즉시 선수단을 매입하였다.
"레반테의 재건"을 매입한 후, 문도는 1939-40 시즌부터 1949-50 시즌까지 총 11시즌 동안 발렌시아 선수로 활약했다. 발렌시아에서 활약하면서, 그는 경기당 0.92로 발렌시아 역사상 최다 경기당 득점 기록을 세웠다. 그는 1941-42 시즌과 1942-43 시즌에 각각 27골, 28골로 득점왕에 올랐다.
1949-50 시즌에 6경기를 뛴 후, 문도는 현역 시절 대부분을 보낸 구단을 떠나 인근의 중소구단 알코야노로 이적하였는데, 당시 새 소속 구단은 1부 리그에 속해 있었다. 그는 1950-51 시즌 동안 알코야노에서 활약한 후, 1부 리그에서 더 활약할 수 없다고 깨달은 문도는 현역 은퇴를 선언했다.

## 국가대표팀 경력
수아레스는 1941년과 1942년 사이 스페인 국가대표팀 경기에 3번 출전해 3골을 기록했다. 그의 국가대표팀 첫 경기는 1941년 12월 28일, 스위스와의 경기였다.

## 감독 경력
1963-64 시즌, 수아레스는 발렌시아로 복귀해 감독을 맡았는데, 그는 또다른 발렌시아의 축구 전설인 파시에기토의 바통을 이어받았다. 그는 강인함과 단순한 전술을 앞세워 발렌시아의 리그 성적을 개선시켰는데, 소속 구단의 6위를 도왔다. 소속 구단은 인터시티스 페어스컵에서 더 좋은 활약을 펼쳤으나, 사라고사와의 경기에서 논란 끝에 패했다. 그 해 좋은 활약을 펼쳤던 발렌시아와 그는 감독 계약을 1년 연장했다. 그러나, 소속 구단이 리그에서 4위를 차지하면서, 구단 수뇌부는 바리나가를 감독진의 일원으로 영입하였다. 바리나가의 입단 후, 소속 구단은 기대 이하의 성적을 냈는데, 그에 따라 문도는 그 다음 시즌에 본래의 직책으로 복귀했다.
1966-67 시즌, 그는 선수단 감독으로 큰 성공을 거두었는데, 아틀레틱 빌바오와의 결승전에서 2-0으로 이겼다. 그는 1968년 10월 13일까지 발렌시아 감독을 맡았는데, 그가 해임되던 당시에는 선수단의 활약이 지지부진했다.

## 클럽 통계
| 클럽 통계 | 클럽 통계 | 클럽 통계 | 리그 | 리그 |
| 시즌      | 클럽      | 리그      | 출장 | 골   |
| 스페인    | 스페인    | 스페인    | 리그 | 리그 |
| --------- | --------- | --------- | ---- | ---- |
| 1939–40   | 발렌시아  | 라 리가   | 20   | 14   |
| 1940–41   | 발렌시아  | 라 리가   | 22   | 21   |
| 1941–42   | 발렌시아  | 라 리가   | 25   | 27   |
| 1942–43   | 발렌시아  | 라 리가   | 22   | 23   |
| 1943–44   | 발렌시아  | 라 리가   | 26   | 28   |
| 1944–45   | 발렌시아  | 라 리가   | 21   | 17   |
| 1945–46   | 발렌시아  | 라 리가   | 25   | 20   |
| 1946–47   | 발렌시아  | 라 리가   | 10   | 10   |
| 1947–48   | 발렌시아  | 라 리가   | 11   | 5    |
| 1948–49   | 발렌시아  | 라 리가   | 22   | 19   |
| 1949–50   | 발렌시아  | 라 리가   | 6    | 2    |
| 합계      | 합계      | 합계      | 210  | 186  |
| 1950–51   | 알코야노  | 라 리가   | 21   | 9    |
| 합계      | 합계      | 합계      | 21   | 9    |
| 합계      | 스페인    | 스페인    | 231  | 195  |

## 수상

### 선수
발렌시아
- 라 리가: 1941–42, 1943–44, 1946–47
- 코파 델 헤네랄리시모: 1941, 1948-49
- 코파 에바 두아르테: 1949

개인
- 트로페오 피치치(이 트로피의 수상자는 스페인 리그 역대 최다 득점을 기준으로 한다): 1941–42, 1943–44

### 감독
발렌시아
- 코파 델 헤네랄리시모: 1966–67